# 愛新覚羅氏の家長
本項目では、清朝滅亡後の愛新覚羅氏の家長とその継承について述べる。
愛新覚羅氏は清朝を打ち立て、1644年から1912年にかけて中国を統治した。中国の皇帝は、自身の息子もしくは親族の中から1人を後継者として指名してきた。清においては、後継者は書面にて指名して、その書面は宮殿の中に隠され、皇帝の崩御の後に読み上げられた（太子密建）。
1912年に中国の最後の皇帝である溥儀が追放され、共和国の建国が宣言された。溥儀は1934年から1945年まで満州国の皇帝であった。溥儀は1967年に亡くなったが、子供はいなかった。1937年の帝位継承法第5条に従い、愛新覚羅氏の家長は溥儀の弟である溥傑が継承した。『シカゴ・タイムズ』と『ニューヨーク・タイムズ』に掲載された記事では、溥傑を溥儀の後継者として認めている。
溥傑は1994年に亡くなった。溥傑には1940年に生まれた娘の嫮生がいたが、承継法では継承は男子に制限されていた。いくつかのニュース記事では、溥儀・溥傑の異母弟の溥任の子の金毓嶂が現在の家長であることを示唆している。

## 愛新覚羅氏家長の継承
- 道光帝 旻寧 (1782-1850)
  -  咸豊帝 奕詝 (1831-1861)
    -   同治帝 載淳 (1856-1875)

  -  醇親王 奕譞 (1840-1891)
    -  光緒帝 載湉 (1871-1908)
    -  醇親王 載灃 (1883-1951)
      -  宣統帝・満州国皇帝 溥儀 (1906-1967)
      - 愛新覚羅氏家長 溥傑 (1907-1994)
      -  愛新覚羅氏家長 溥任 (1918-2015)
        - 愛新覚羅氏家長 金毓嶂 (1942-)[5]
        - (1) 金毓峑 (1946-)[6]
        -  (2) 金毓嵐 (1948-)[7]

## 代替の提案
イギリスのジャーナリスト、トニー・スコットランドによる旅行記"The Empty Throne"には、かつての王宮の近くの粗末な小屋に住んでいた清朝皇帝の末裔の毓嵒を彼がどのように見つけたかが記されている。溥儀の遠戚である毓嵒は、1950年に溥儀とともにシベリアに投獄されていたときに、溥儀から皇位継承者に指名する儀式を受けたと語った。この主張を裏付ける公的な資料は存在しないが、清朝では皇帝が後継者を遺書や勅令で指名するのが通例だった。溥儀の自伝では、単にその考えを議論したことがあったと述べられているに過ぎない。毓嵒は1997年に亡くなった。彼の長男は1944年に生まれた恒鎮である。毓嵒が恒鎮を皇位継承者に指定した、あるいは恒鎮がその地位を主張しているかについては、スコットランドは記していない。
辛亥革命の間、満州族の皇帝を漢民族によって置き換えることが提案された。孔子の子孫である衍聖公や、明朝の皇族の子孫である延恩侯が提案されたが、いずれも却下された。